# بید (ترانه)
«بید» (انگلیسی: Willow) ترانه‌ای از تیلور سوئیفت، خواننده-ترانه‌سرای آمریکایی است که در ۱۱ دسامبر ۲۰۲۰ از طریق ریپابلیک رکوردز منتشر شد. این ترک نخست و تک‌آهنگ آغازین نهمین آلبوم استودیویی او، اورمور (۲۰۲۰) است. سوئیفت در حین شنیدن یک آهنگسازی از آرون دسنر — که ترانه را تهیه کرده‌است — متن ترانه را نوشت. «بید» از چندین استعاره برای رساندن وضعیت خیال‌پرور ذهن خواننده مانند به تصویر کشیدن زندگی او به عنوان بید استفاده می‌کند.
سوئیفت درون‌مایه گسترده ترانه را با ریخته‌گری یک طلسم عشق مقایسه کرد. موزیک ویدئوی همراه به کارگردانی خود خواننده، در همان روز انتشار ترانه به نمایش درآمد. این ویدئو ادامه داستان موزیک ویدئوی او برای «ژاکت کش‌باف پشمی» (۲۰۲۰) است. این ویدئو یک رشته طلایی را نشان می‌دهد که خواننده را از طریق یک حماسه عرفانی هدایت می‌کند و او را به سمت معشوق سرنوشت‌ساز خود سوق می‌دهد. «درخت بید» مورد تحسین منتقدان موسیقی قرار گرفت و آنها از اشعار عاشقانه و صدای گیتار محور آن تعریف کردند. . این ترانه پس از انتشار در صدر جدول‌های جهانی اپل میوزیک و اسپاتیفای قرار گرفت و یکی از بزرگ‌ترین آغاز به کار ترانه‌های سال ۲۰۲۰ در اسپاتیفای را رقم زد.
«درخت بید» در بالاترین جایگاه ۱۰۰ تک‌آهنگ داغ بیلبورد آغاز به کار کرد و برای سوئیفت هفتمین شمارهٔ یک در ایالات متحده، سومین آغاز به کار شمارهٔ یک و دومین تک‌آهنگ برتر جدول در سال ۲۰۲۰، به دنبال «ژاکت کش باف پشمی» را به ثمر رساند. این ترانه درحالی‌که همیشگی در شماره یک بیلبورد ۲۰۰ افتتاح شد، جایگاه برتر ۱۰۰تای داغ را در اختیار داشت و پس از آلبوم فولکلور و تک‌آهنگ آغازینش، سوئیفت را به اولین هنرمند در تاریخ تبدیل می‌کند که همزمان در دو حالت جداگانه در بالای هر دو جدول قرار می‌گیرد. این تک ترانه همچنین رکورد ۱۰۰تای داغ را برای بزرگ‌ترین سقوط از شماره یک شکست، که تا حدی به دلیل هجوم ترانه‌های کریسمس بود که جدول را فرا گرفت. «درخت بید» بیشتر در برترین جایگاه‌های فروش ترانه‌های آلترناتیو داغ، ترانه‌های راک و آلترناتیو داغ و جدول فروش دیجیتالی ترانه قرار گرفت و همچنین در استرالیا، کانادا و سنگاپور به شمارهٔ یک، و در بلژیک، مجارستان، ایرلند، مالزی، نیوزیلند و پادشاهی متحده در ده‌تای برتر جدول‌ها قرار گرفت. سوئیفت برای نخستین بار «درخت بید» را در شصت و سومین مراسم جایزه گرمی اجرا کرد.

## پس‌زمینه و انتشار
تیلور سوئیفت، خواننده و ترانه‌سرای آمریکایی، هشتمین آلبوم استودیویی خود را با نام «فولکلور» در ژوئیه ۲۰۲۰ منتشر کرد. پس از انتشار، آرون دسنر، یکی از تهیه‌کنندگان آلبوم، به‌طور معمولی آهنگی «وسترلی» را ساخت که نام آن برگرفته از محل خانه سوئیفت در رود آیلند است. یک ساعت بعد، سوئیفت «بید» را برروی آهنگ نوشت و آهنگ تمام شده را برای او باز فرستاد.«بید» یک انتشار غافلگیرکننده بود که در ۱۱ دسامبر ۲۰۲۰ در کنار دومین آلبوم غافلگیرکننده سوئیفت، اورمور، به عنوان تک‌آهنگ اصلی آن در دسترس قرار گرفت. این آهنگ توسط سوئیفت و دسنر نوشته شده‌است که این آهنگ را نیز تهیه کرده‌اند. دسنر آهنگ را برنامه‌ریزی کرد و درام، سازهای کوبه‌ای، کیبورد، سینث‌سایزر، پیانو، و گیتارهای الکتریک، بیس و آکوستیک را نواخت. ارکستراسیون توسط برایس دسنر انجام شد. گرگ کالبی و استیو فالونه این آهنگ را در استرلینگ ساوند، اجواتر، نیوجرسی مستر کردند، در حالی که جاناتان لو آن را در لانگ پاند استودیوز در دره هادسن، نیویورک میکس کرد.
در ۱۳ دسامبر ۲۰۲۰، در ۳۱ سالگی سوئیفت، نسخه الکترونیکی «جادوگر رقصنده» از «بید» منتشر شد که توسط تهیه‌کننده سوئدی الویرا ریمیکس شده بود. به دنبال آن یک نسخه آکوستیک «جادوگر تنها» در ۱۴ دسامبر و یک نسخه «جادوگر مهتابی» مبتنی بر مصنوعی در ۱۵ دسامبر دنبال شد. ویدیویی برای نسخه «جادوگر تنها» با تصاویری از پشت صحنه موزیک ویدیو «بید» و ویدیویی برای نسخه «جادوگر رقصنده» که شامل فیلمنامه‌های مصور موزیک ویدیوی «بید» است، در کانال یوتیوب سوئیفت در ۱۵ دسامبر ۲۰۲۰ منتشر شد. «بید (ریمیکس معروف‌های دهه ۹۰)»، ریمیکس الکترونیکی این آهنگ، به عنوان بخشی از نسخه هواداران اورمور منتشر شد که برای دانلود دیجیتال در ۳ ژوئن ۲۰۲۱ در دسترس بود. این ریمیکس بعداً به‌طور مستقل در ۱۴ ژوئن در سرویس‌های دانلود و پخش دیجیتال منتشر شد.

## زمینه و ترکیب‌بندی
«بید» یک انتشار غافلگیرکننده بود و در کنار دومین آلبوم غافلگیرکننده سوئیفت، همیشگی، درد دسترس قرار گرفت. این ترانه توسط سوئیفت و تهیه‌کننده آن آرون دسنر، که با سوئیفت در هشت آلبوم استودیویی خود، فولکلور (۲۰۲۰) کار کرده بود، نوشته شده‌است.

## موزیک ویدئو
یک موزیک ویدئو همراه برای «درخت بید» به کارگردانی سوئیفت، به همراه ترانه منتشر شد. این ویدئو در ادامه موزیک ویدئوی «ژاکت کش‌باف پشمی» آغاز می‌شود. کلر شفر و آلتئا لگاسپی که برای رولینگ استون می‌نویسند، این ویدئو را به عنوان بازگشت به صحنه‌های آشنا از گذشته سوئیفت توصیف کردند.